# Международен сигнален код
Международният сигнален код (МСК, В България е популярно и названието Международен сигнален свод, от руски: Международный свод сигналов, със съкращението МСС-69; на английски: International Code of Signals, INTERCO) е сигнален код за търговски и военни кораби за комуникация на важни съобщения относно състоянието на плавателното средство и за намеренията на неговия командващ, ако има езикови бариери, като се ползват отделни букви или комбинации от букви и цифри.
Всеки сигнал в МСК има завършено значение, получателят не трябва да чака втори или трети сигнал, за да разбере съобщението.
Способи за предаване на сигналите:
- сигнални флагове, които се вдигат на мачтите на корабите;
- флажен семафор - сигнали подавани от човек който държейки във всяка ръка флагче прави определени фигури;
- примигваща светлина ползвайки Морзов код;
- звуков семафор ползващ Морзов код;
- радиотелеграф или радиотелефон.

МСК се администрира от Международната морска организация.
В днешно време с развитието на телекомуникациите и особено радио-комуникациите необходимостта от тези сигнали и средства за връзка (с изключение на радиотелефона) на практика е отпаднала. Ползват се няколко флажни сигнала описани по-долу:
- Съгласно Задължителните правила за морските пристанища на Република България всеки кораб превозващи опасни товари, както и тези, извършващи бункеровъчни операции или сдаване на нефтени отпадъци, трябва да показват сигналите на кораби, превозващи опасни товари - червен флаг "Браво" от "МСС - 69"[1]. Този сигнал е задължителен за много пристанища по света и по принцип винаги се показва.

- Корабите ползващи пилот обикновено вдигат флага "H" (Hotel), но в България няма изрично правило за това, в други държави е задължително според местните правила.
- Кораби, които не са минали карантинна проверка вдигат флаг "Q" (Quebec) - задължително за много държави;
- Кораби заети с водолазна дейност вдигат флаг "А" (Alpha) - правилото е широко разпространено и почти винаги задължително.

За всички флажни сигнали виж статията: Международни морски сигнални флагове.

## История
Първият международен код е създаден през 1855 г. от Британската търговска комисия (British Board of Trade) и е публикуван през 1857 г. Бил е съставен в две части - първата е съдържала универсални и международни сигнали, а втората част – само сигнали ползвани от английските кораби. За кодирането на над 70 000 възможни съобщения са използвани само 18 флага, които са се вдигали на мачтите на корабите. Този код е бил възприет от повечето морски нации по това време.
Кодът е изменен през 1887 г. от Британската търговска комисия и през 1889 г. на Международната конференция във Вашингтон. Измененията влизат в сила през 1897 г и са изпратени до всички големи морски сили. 
Кодът е използван в битката при Цусима, когато оцелелите от руския флот изпращат сигнал XGE („Предавам се“).
След приключването на Първата световна война през 1927 г. във Вашингтон се провежда Международната радиотелеграфска конференция, която разглежда предложения за цялостна промяна на кода. Новият код е изготвен на седем езика: английски, френски, италиански, немски, японски, испански и норвежки. Това издание е завършено през 1930 г. и е прието на Международната радиотелеграфска конференция в Мадрид през 1932 г. То е от две части - флажни сигнали и сигнали подавани по радиотелеграфа. Втората част е предвидена за комуникация между кораби, самолети и брегови станции. 
На Мадридската конференция се назначава и постоянна комисия, която да отговаря за промени в кода. Тази комисия се събира само веднъж през 1933 г., след което работата и е прекъсната от Втората световна война.
Новата версия на кода се включва авиационна лексика и завършен медицински раздел с помощта и съветите на Office International d’Hygiene Publique. Добавени са също съобщения за комуникация между плавателните средства и собствениците, агенти, ремонтни работилници и други морски официални лица.
След Втората световна война, на своята административна радио конференция през 1947 г. Международният съюз по далекосъобщения предлага Международният сигнален код да премине в компетенцията на Междуправителствената морска консултативна организация (ИМКО, англ.: IMCO), (по-късно тази организация е преименувана в Международна морска организация). Първата асамблея на ИМКО решава Организацията да поеме всички функции, които до този момент са се изпълнявали от Постоянния комитет за Международния сигнален код.
Втората асамблея на ИМКО през 1961 г. одобрява планове за изчерпателен преглед на Международния сигнален код с цел той да се приведе в съответствие с новите изисквания на морските лица. 
Поправките на Международният сигнален код са завършени през 1964 г., като са отчетени препоръките на Конференцията за безопасност на море от 1960 г. и на Административната радио конференция от Женева през 1959 г. 
Промените в кода влизат в сила през 1965 г. и са в сила и до днес. ИМО издава хартиено издание на кода, последното е отпечатано 2021 г. (5-то издание).

## Примерни съобщения

### Еднобуквени сигнали
За пълния списък на еднобуквените сигнали виж статията Международни морски сигнални флагове.
| Буква, спелуване    | Флаг | Значение                                                  | Значение          |
| Буква, спелуване    | Флаг | Като единичен флаг                                        | С добавени цифри  |
| ------------------- | ---- | --------------------------------------------------------- | ----------------- |
| A Alfa [ˈal.fa]     |      | "Имам спуснат водолаз; пазете дистанция и ниска скорост." | Азимут или пеленг |
| B Bravo [ˈbrɑː.voʊ] |      | "Приемам, предавам или пренасям опасни товари."           |                   |

### Двубуквени сигнали
Пример:
- YP - Искам да осъществя връзка с кораб или брегова станция ....Ако тази комбинация трябва да се изобрази с флагове, флаговете се вдигат един над друг започвайки от първия:

| Буква | Флаг |
| ----- | ---- |
| Y     |      |
| P     |      |

Като се добавят позивните на станцията, пълният код става:
- YP LZKA

Други примери:
- AN - Имам нужда от лекар (англ.: I need a doctor);
- EL - Повторете позицията на бедствието (англ.: Repeat the distress position);
- IT - Имам пожар на борда (англ.: I am on fire).

### Трибуквени сигнали
Сигнали за медицинска помощ и съвети, започват с латинската буква M. 
- MAA - Искам спешен медицински съвет (англ.: I request urgent medical advice).

Към тях се могат да се добавят допълнителни букви с цел потвърждаване (C), отрицание (N) или въпрос (RQ). Например:
- MFE - Кървенето е сериозно;
- MFE N - Кървенето не е сериозно;
- MFE RQ - Сериозно ли е кървенето?